# Роже Ейм
Роже Ейм (Roger Heim; 12 лютого 1900 — 17 вересня 1979) — французький науковець, ботанік-міколог. Відомий своїми роботами у сфері анатомії та походження вищих грибів (родів Lactarius, Russula, Russulales та Secotium), розвідками тропічних грибів (Termitomyces), та дослідженнями галюциногенних властивосетей Psilocybe та Stropharia. Опублікував близько 560 статей, наукових розвідок та книг у сфері ботаніки, хімії, освіти, лісового господарства, садівництва, мистецтв, медицини та зоології.

## Біографія
Навчався у Паризькому університеті та Уппсальському університеті (Швеція). З 1951 по 1965 очолював Національний музей природознавства в Парижі. Один з перших підняв питання відповідальності науковців щодо збереження багатоманіття видів на планеті. Був президентом Міжнародного союзу охорони природи (IUCN) з 1954 по 1958 рік.
Разом з етномікологом Робертом Гордоном Вассоном (R. Gordon Wasson) в Мексиці досліджують гриби з родини Strophariaceae та роду Psilocybe. Вони вирощували їх у лабораторії, а згодом піддавали хімічному аналізу. Ці дослідження передували відкриттю Альбертом Гофманном псилоцибіну і псилоцину.

## Нагороди
Отримав медаль Дарвіна — Воллеса у 1958 році, почесний член Мікологічної асоціації Америки з 1973 року.